# Santa Terezinha do Progresso
Santa Terezinha do Progresso – miasto i gmina w Brazylii, w stanie Santa Catarina. Znajduje się w mezoregionie Oeste Catarinense i mikroregionie Chapecó.